# Idioctis xmas
Idioctis xmas är en spindelart som beskrevs av Raven 1988. Idioctis xmas ingår i släktet Idioctis och familjen Barychelidae. Inga underarter finns listade i Catalogue of Life.